# Zombie Live
Zombie Live è il primo live del solista Rob Zombie.

## Tracce
1. Sawdust in the Blood – 1:40
2. American Witch – 4:01
3. Demon Speeding – 3:33
4. Living Dead Girl – 3:25
5. More Human Than Human – 4:23
6. Dead Girl Superstar – 3:12
7. House of 1000 Corpses – 4:29
8. Let It All Bleed Out – 4:08
9. Creature of the Wheel – 3:36
10. Demonoid Phenomenon – 4:18
11. Super-Charger Heaven – 3:29
12. Never Gonna Stop (The Red Red Kroovy) – 3:06
13. Black Sunshine – 3:53
14. Superbeast – 4:54
15. The Devil's Rejects – 3:59
16. The Lords of Salem – 4:19
17. Thunder Kiss '65 – 5:19
18. Dragula – 5:16

## Formazione
- Rob Zombie - voce
- John 5 - chitarra
- Piggy D. - basso
- Tommy Clufetos - batteria